# 藤本えみり
藤本 えみり（ふじもと えみり、1975年4月12日 - ）は、日本のラジオパーソナリティー・タレント。
山梨県南アルプス市出身。プラスプラス所属。身長162cm、血液型A型。

## 来歴・人物
地元甲府（FM-FUJI）でのラジオDJを経て、アメリカに短期留学。帰国後、全国区に進出。
ラジオパーソナリティーとしてのキャリアが長い(地元局含めて10年以上)こともあり、2006年4月11日放送分の中京テレビ制作「女優魂」で、ラジオDJに扮した女優の修行の相手をしたこともある。
ラジオ以外にもCS放送ムービープラスの「ムービープラス便り」のナビゲーターを経験し、イベントDJも務めている。
自動車好きでもあり、車関係の雑誌やイベントにも度々登場している。B級ライセンスを取得している。
また、そのクルマ好きが功を奏してFM横浜にてTHE MOTOR WEEKLYでDJを勤め、2019年途中からはJ SPORTSでのWRC世界ラリー選手権の実況を担当。
2021年以降は活動拠点を地元甲府に移す。

## 出演番組

### ラジオ
- Awesome!(FM-FUJI 金曜　2021年4月2日 - )
- THE MOTOR WEEKLY(InterFM 日曜　2012年1月8日 - 2013年3月31日、FMヨコハマ 土曜　2013年4月6日 - 2019年5月25日[1])
- Vitamin Cafe(FM GUNMA 水・木曜　2010年10月6日 - 2011年3月31日)
- 765MUX(YBSラジオ 木・金曜　2007年4月2日 - 2009年3月28日)
- SWITCH! KAWASAKI(FMヨコハマ、2008年6月29日・7月6日)
- TOYOTA SOUND IN MY LIFE(TOKYO FM 土曜 15:00 - 15:55　2003年4月5日 - 2006年9月30日)
- good morning! That's wakeman show(JFNC 2000年10月 - 2002年09月)

### テレビ
- ムービーカウントダウン(CSN1ムービーチャンネル(現ムービープラス) 2002年 - 2004年?）
- ムービープラス便り(ムービープラス 2004年 - 2008年3月)
- car☆Xs(とちぎテレビ 2011年10月 - )ナレーション兼レポーター
- WRC世界ラリー選手権 実況（J SPORTS 2019年8月1日- Rd.9 ラリー・フィンランドから）

### その他
- 恋ストーリー(GyaO)ナレーション